# Søndergårde (Rørup Sogn)
 For alternative betydninger, se Søndergårde. (Se også artikler, som begynder med Søndergårde)
Søndergårde er en gammel sædegård, som nævnes første gang i 1497. Er nu er en avlsgård under Erholm Gods. Gården ligger i Rørup Sogn, Vends Herred, Assens Kommune.
Søndergårde er på 261 hektar.

## Ejere af Søndergårde
- (1493-1527) Henrik Brockenhuus
- (1527-1546) Eiler Henriksen Brockenhuus / Claus Henriksen Brockenhuus
- (1546-1566) Claus Henriksen Brockenhuus
- (1566-1607) Eiler Clausen Brockenhuus
- (1607-1640) Claus Eilersen Brockenhuus
- (1640-1642) Hans Johansen Lindenov
- (1642-1657) Hans Hansen Lindenov / Jacob Hansen Lindenov
- (1657-1659) Hans Hansen Lindenov
- (1659-1662) Elisabeth Augusta Munk gift Lindenov
- (1662-1677) Corfitz Ulfeldt
- (1677-1706) Wilhelm Frederik von Wedell
- (1706) Conradine Christiane af Danneskiold-Samsøe gift von Wedell
- (1706-1708) Hannibal von Wedell
- (1708-1725) Anne Cathrine Christiansdatter Banner gift von Wedell
- (1725-1757) Christian Gustav von Wedell
- (1757-1759) Hannibal von Wedell
- (1759-1768) Hans Simonsen
- (1768-1822) Lorentz Christian Ernst Cederfeld de Simonsen
- (1822-1836) Hans Vilhelm Cederfeld de Simonsen
- (1836-1899) Hans Christian Joachim Cederfeld de Simonsen
- (1899-1936) Hans Christian Frederik Wilhelm Cederfeld de Simonsen
- (1936-1980) Hans Christian Carl Frederik Cederfeld de Simonsen
- (1980-1997) Hans Cederfeld de Simonsen
- (1997-) Erholm Gods A/S v/a Hans Cederfeld de Simonsen / Hans Christian Michael Cederfeld de Simonsen / Anders Morten Cederfeld de Simonsen / Jan Ivar Cederfeld de Simonsen